# Gau-Odernheim
Gau-Odernheim település Németországban, Rajna-vidék-Pfalz tartományban. Lakosainak száma 4075 fő (2023. december 31.).

## Népesség
A település népességének változása:
| Lakosok száma | 2377 | 3815 | 3854 | 3896 | 3964 | 4075 |
|               | 1975 | 2017 | 2019 | 2021 | 2022 | 2023 |